# Corullón
Corullón è un comune spagnolo di 1 175 abitanti situato nella comunità autonoma di Castiglia e León.